# Trnavac
Trnavac je selo u Ličko-senjskoj županiji.

## Zemljopis
Selo Trnavac nalazi se na području današnje općine Plitvička Jezera, i udaljeno je 15 km od Korenice prema Vrhovinama.

## Stanovništvo
- 2001. – 4
- 1991. – 37 (Srbi – 37)
- 1981. – 61 (Srbi – 60, ostali – 1)
- 1971. – 96 (Srbi – 96)

## Povijest
Prije Drugog svjetskog rata u Trnavcu je živjelo oko 950 obitelji. U Trnovcu je osnovana "Prvi antifašisticki front žena", partizanska postrojba u kojoj su samo bile žene.
Selo nije stradalo u Domovinskom ratu ali je napušteno. 

## Vanjske poveznice
- Općina Plitvička Jezera   Arhivirana inačica izvorne stranice od 5. siječnja 2008. (Wayback Machine)